# Kulja András
Kulja András Tivadar (Nyíregyháza, 1989. szeptember 17. –) magyar orvos, tudománykommunikációs szakértő, egészségedukációs tartalomgyártó, politikus. 2024-óta a Tisztelet és Szabadság Párt európai parlamenti képviselője.
Számos platformon tesz közzé egészségedukációs tartalmakat, amelyek közül a legnépszerűbb a TikTok-fiókja, ahol 371 ezer követője van.

## Élete
Kulja Nyíregyházán született 1989-ben. Szülei Kárpátaljáról származnak, édesanyja pszichiáter, édesapja mikrobiológus volt, egy másik családtagja pedig állatorvos, ezért állatorvosi sebészetekben segédkezett, és elhatározta, hogy sebész lesz. A Semmelweis Egyetemen 2016-ban diplomázott általános orvosként. A pszichiáterképzésről később a sebészképzésre váltott. 2019-ben tette közzé első YouTube-videóját, 2021-ben pedig első TikTok-videóját. 2022-ben kezdett tanítani a Semmelweis Egyetemen.
Felesége közgazdász, egy fiuk született.

## A politikában
Kulja 2024. április 6-án részt vett a Magyar Péter által szervezett Kossuth téri tüntetésen, és elkötelezte magát a Tisza Párt mellett. Még abban a hónapban otthagyta sebész gyakornok munkáját két budapesti kórházban (munkaviszonya korlátozta abban, hogy nyíltan beszéljen a magyar egészségügyről), és jelentkezett Magyar által meghirdetett európai parlamenti listára, melyen képviselőket keres. A jelentkezők közül a legtöbb szavazattal került fel a Tisza Párt 2024-es EP-listájára, majd 2024. június 9-én be is választották az Európai Parlamentbe.
Kulját a környezetvédelemmel, közegészségüggyel és élelmiszer-biztonsággal foglalkozó bizottság alelnökének választották, aki a magyar egészségügyi rendszer reformjának előkészítését tűzte ki célul az európai parlamenti munkájában.